# 혜성형 수차

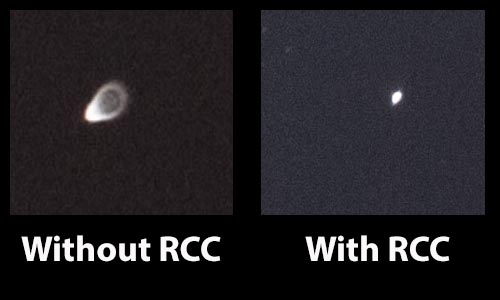

혜성형 수차 또는 코마 수차는 광축에 일정한 각도로 입사하는 광선은 화상면 위에 점으로 초점이 맺지 않고 꼬리를 끄는 혜성형의 상으로 형성되는 광학 수차다. 그 꼬리는 화상면의 중심 쪽을 가리키거나 반대방향을 가리키며 안쪽 Coma나 바깥쪽 Coma를 만든다. 광축에 대해 동심의 선들을 갖는 피사체는 각각의 동심선의 가장자리를 따라 심각한 Blur(흐림현상)를 나타낸다. 상의 가장자리 둘레의 Coma 컨트라스트가 교정되지 않은 렌즈는 렌즈로서의 가치가 없다. 콤마는 렌즈 조리개를 줄임으로서 개선할 수 있다.

## 같이 보기
- 광학 수차